# Distretto elettorale 19 della Boemia
Il Distretto elettorale Boemia 19 era un collegio elettorale per le elezioni alla Camera dei deputati austriaca nel Tirolo. Il distretto elettorale è stato creato nel 1907 con l'introduzione della nuova legge elettorale del Reichsrat ed è esistito fino al crollo della monarchia asburgica.
Il distretto comprendeva le città di Kladno, Buštěhrad, Kročehlavy, Unhošť, Rakovník e Beroun.
Alle elezioni austriache del 1907 venne eletto Ludvík Aust del Partito Socialdemocratico Cecoslovacco, che venne confermato anche alle elezioni austriache del 1911.